# Аулендорф
Аулендорф (на немски: Aulendorf) е град и курорт в окръг Равенсбург в регион Тюбинген в Баден-Вюртемберг, Германия с 10 180 жители (към 31 декември 2018). Намира се в Горна Швабия.
Аулендорф получава през 1950 г. права на град.